# Slan
Slan es una novela de ciencia ficción escrita por A. E. van Vogt, y el nombre de la raza ficticia de superhombres de la que trata la obra. La novela se publicó originalmente por entregas en la revista Astounding Science Fiction entre septiembre y diciembre de 1940. Posteriormente se publicó en cartoné en 1946 por Arkham House, en una edición de 4051 ejemplares. En 2016 Slan fue galardonada con el Premio Hugo retrospectivo (Retro-Hugo) a la mejor novela de 1941.

## Sinopsis
Los slans son humanos evolucionados, denominados así por su supuesto creador, Samuel Lann. Tienen poderes telepáticos, una extraordinaria inteligencia y reflejos hiperdesarrollados. Poseen una resistencia casi ilimitada, nervios de acero y fuerza y velocidad superiores. Tienen dos corazones. Cuando los slans están enfermos o gravemente heridos, entran en un trance de sanación automáticamente.
Pueden leer la mente de los seres humanos ordinarios y comunicarse telepáticamente con otros slans. Aunque son físicamente casi iguales que los humanos, tienen unos pequeños tentáculos de color dorado que le surgen de la cabeza. Como los humanos los odian por sus facultades superiores, los consideran peligrosos y responsables de una guerra sucedida hace décadas, como los tentáculos los hacen fácilmente distinguibles, fueron perseguidos y masacrados hasta casi su extinción.
A lo largo del relato se descubre que hay otro tipo de slans que carece de tentáculos; también son extraordinariamente inteligentes pero sin tantas capacidades psíquicas, solo cuentan con la capacidad de ocultar sus pensamientos al primer tipo de slan.
Kier Grey es el líder tiránico de la sociedad humana y jura exterminar a los slans. Al inicio de la novela Jommy Cross, de nueve años de edad, un slan telepático del primer tipo, viaja con su madre a la capital, Centropolis. Son descubiertos y la madre de Jommy es asesinada, aunque el niño logra escapar, convirtiéndose así en un fugitivo, escondiéndose durante años y acumulando conocimiento y desarrollando sus poderes. Con el tiempo Jommy descubre a los slans sin tentáculos y, gracias a los descubrimientos de su padre, elabora un plan para poner fin a la enemistad entre razas.

## Recepción
Groff Conklin, al revisar una edición de 1951, describió Slan como «un poco exagerada, considerablemente melodramática, pero aún así una aventura realmente emocionante.» El escritor y crítico P. Schuyler Miller calificó a Slan como «la primera y más famosa novela de van Vogt, quizás la mejor». En la contraportada de la edición Orb de 1998, Charles de Lint dice: «Más de cincuenta años después de la primera edición de Slan de van Vogt, sigue siendo uno de los clásicos por excelencia en el campo de las novelas de ciencia ficción con las que otras inevitablemente deberán medirse».
Slan fue el segundo relato de Astounding más votado por los lectores en 1940 y uno de los primeros relatos largos recopilados en forma de novela por una editorial de renombre, y fue una obra clave para el desarrollo de la ciencia ficción de aquel importante período de modernización del género.
En el fandom de ciencia ficción, el lema «Fans are slans» (los fans son slans) se desarrolló rápidamente, haciendo una analogía entre la mayor inteligencia y capacidad imaginativa de los fanes de la ciencia ficción con las habilidades superiores de los slans, y el acoso que sufren por parte de los no-fanes con la persecución sufrida por los slans en la novela.

## Secuela
Van Vogt no publicó una continuación, a pesar de que el final abierto de la novela podía dar pie a una nueva novela, pero Kevin J. Anderson publicó en 2007 Slan Hunter, con atribución propia y la de van Vogt, secuela de Slan en la que incluyó contenido de un borrador sin finalizar del propio van Vogt.